# Retrait du permis de conduire en France
Le retrait du permis de conduire peut être effectué dans plusieurs situations en France. Une rétention du permis de conduire par les forces de l'ordre peut être effectuée dans certaines conditions. La suspension administrative peut être prononcée par le préfet et le juge peut décider de la suspension judiciaire ou de l'annulation. Il peut être prononcé par le juge ou le préfet une suspension ou annulation médicale du permis de conduire. Le retrait est également effectif en cas d'invalidation du permis de conduire.

## Rétention du permis de conduire
La rétention du permis de conduire est le retrait à titre conservatoire du permis de conduire effectué par les forces de l'ordre en France.
La rétention du permis de conduire est effective dans trois cas :
- Conduite sous l'emprise d'un état alcoolique, caractérisé par un taux d’alcool égal ou supérieur à 0,8 g par litre  de sang (ou 0,4 mg par litre d'air expiré) ;
- Conduite sous l'emprise de stupéfiants ;
- Excès de vitesse de 40 km/h ou plus de la vitesse maximale autorisée.

Le retrait est effectué, physiquement, sur-le-champ par l'OPJ ou l'APJ. Il permet de laisser le temps de faire toutes les vérifications nécessaires concernant le véhicule, son conducteur ou la situation de conduite. Il permet également d'alerter soit le préfet, soit le juge.
La rétention ne peut excéder un délai de 72 heures. Pendant la rétention, l'immobilisation du véhicule peut être effectuée.
Si aucune décision n’est prise par un juge ou par le préfet, il doit être restitué au terme du délai.
Les forces de l'ordre transmettent normalement le permis au préfet pour qu'il prenne suite de l'affaire (il peut aussi ne rien faire). Le juge peut intervenir de suite, avant le préfet.
Les conséquences à cette rétention peuvent être :
- Suspension administrative du permis de conduire (préfet) ;
- Suspension du judiciaire du permis de conduire (juge) ;
- Annulation du permis de conduire (tribunal de police, correctionnel en cas de délit) ;
- Restitution du permis de conduire.

## Suspension administrative du permis de conduire
Après la rétention, l'affaire est confiée au préfet du département.
La suspension administrative du permis de conduire est un retrait pour une durée définie, il est restitué au terme de celle-ci,.
Un procès-verbal est établi soit par :
- Préfecture
- Juge compétent (tribunal de police : contravention, tribunal correctionnel : délit)

Le préfet intervient en règle générale avant le juge :
- Il peut suspendre le permis de conduire jusqu’à six mois maximum, jusqu’à un an en cas de récidive ;
- Cette décision permet d’attendre la décision du juge ;
- Un permis blanc sur une suspension administrative n'est pas possible.

Le préfet peut ne rien faire, le permis est donc restitué. Il peut prononcer un avertissement à l'encontre du conducteur ou transmettre au juge qui prendra en charge l'affaire.
Les conséquences à cette suspension administrative peuvent être :
- Avertissement simple
- Suspension judiciaire du permis de conduire (juge) ;
- Annulation du permis de conduire (tribunal de police, correctionnel en cas de délit) ;
- suspension ou annulation médicale du permis de conduire ;
- Restitution du permis de conduire.

## Suspension judiciaire du permis de conduire
La suspension judiciaire du permis de conduire intervient normalement après la suspension administrative (en règle générale) ou à la suite de la commission d'une infraction donnant lieu à une suspension de permis. Seuls les tribunaux de police et correctionnels sont habilités à juger des infractions et délits routiers. C'est un retrait pour une durée définie, le permis de conduire est restitué au terme de celle-ci.
Si le juge intervient avant le préfet, le préfet n’intervient plus après.
La durée de la suspension judiciaire est amputée de la durée de la suspension administrative. La suspension judiciaire sera d'une durée supérieure ou égale à l'administrative, elle dépend de l’infraction. Elle peut aller jusqu'à trois ans (six en cas de récidive) maximum et un appel est possible. L'appel suspend la procédure de suspension judiciaire sauf si le juge a prononcé l'exécution provisoire (souvent le cas).
Un permis blanc sur une suspension judiciaire n'est possible que pour certaines contraventions (interdit pour les délits).
Selon l'infraction, l'affaire sera traitée par la juridiction de proximité pour les contraventions des quatre premières classes, par le tribunal de police pour les contraventions de 5e classe  et par le tribunal correctionnel en cas de délit.
En cas de cumul d'infractions, toutes seront traitées par le tribunal de police si une d'entre elles au moins constitue une contravention de 5e classe, ou par le tribunal correctionnel si l'une d'entre elles au moins constitue un délit.
Les conséquences à cette suspension judiciaire peuvent être :
- Suspension du permis de conduire pour une durée décidée par le juge ;
- suspension ou annulation médicale du permis de conduire ;
- Annulation du permis de conduire.

## Suspension ou annulation médicale du permis de conduire
La suspension médicale du permis de conduire est engagée par le préfet ou le juge pour raisons médicales. S'ils jugent ou doutent des capacités du conducteur à conduire, ils peuvent demander des examens médicaux.
La décision est prise au cas par cas en fonction des avis des médecins, après examens médicaux.
Exception, l'annulation médicale du permis de conduire peut être prononcée à titre définitif (seulement par le juge) en cas d'incompatibilité physique avec la conduite, ou le temps que durera cette incapacité (suspension dans ce cas).

## Invalidation du permis de conduire
L’invalidation du permis de conduire est une perte totale du capital de points du permis de conduire d'un conducteur. Elle est confirmée par la réception du formulaire 48SI en recommandé avec accusé de réception. Le permis n'est alors plus valide et les épreuves théoriques du permis de conduire doivent obligatoirement être repassées. Si le conducteur est en permis probatoire, il devra repasser les épreuves théoriques et la pratique. À compter de la réception de la lettre 48SI, le conducteur a un délai de dix jours pour aller restituer son permis de conduire auprès de sa Préfecture ou sous-préfecture. Si le conducteur refuse de restituer son permis, il s'expose au risque d'âtre sanctionné par deux ans d’emprisonnement et de 4 500 euros d’amende.
Le conducteur peut entamer aussitôt les démarches pour le repasser (visite médicale, tests, inscription en auto-école) mais devra attendre la fin de la période d'invalidation (automatiquement 6 mois ; porté à 12 mois en cas de récidive d'invalidation au cours des 5 dernières années) pour repasser les épreuves (théorie seulement ou théorie + pratique selon les cas). Lorsqu'il obtient à nouveau son permis de conduire, celui est crédité d'un capital de 6 points. Il obtiendra 12 points à la fin de la période probatoire (3 ans).

## Annulation du permis de conduire
L annulation du permis de conduire est décidée exclusivement par le juge. Le permis est retiré de façon définitive. L'ancien titulaire devra le repasser.
Elle est possible uniquement pour les délits et est assortie d'une interdiction d'entamer les démarches pour le repasser (visite médicale, inscription au code, inscription en auto-école...) pour une durée comprise entre 6 mois (minimum) et 3 ou 5 ans selon les délits. Cette interdiction peut aller jusqu'à 10 ans en cas d'homicide ou blessures involontaires et peut même être définitive en cas de récidive d'homicide ou blessures involontaires.
Le préfet peut annuler un permis de conduire sur motif médical. Si une personne est déclarée inapte définitivement à la conduite (par médecin), le préfet peut annuler le permis.
Il existe deux cas possibles fixés par le code de la route :
- Annulation possible : le juge peut annuler le permis de conduire ;
- Annulation de plein droit : le juge doit annuler le permis de conduire.

Les conséquences à cette annulation sont :
- On repasse le permis : c’est comme pour l’invalidation mais à la différence toutefois :
  - Dans le cas d’une invalidation, le conducteur peut aussitôt entamer les démarches (dès le premier jour de l'interdiction) pour repasser le permis de conduire : passer la visite médicale, les tests psychotechniques, etc.
  - En cas d’annulation judiciaire, le conducteur ne peut faire aucune démarche avant la fin de l’annulation : il ne pourra pas passer la visite médicale, ni les tests psychotechniques, ni s’inscrire dans une auto-école.

On notera que lorsque l'annulation judiciaire du permis de conduire est assortie d'une période d'interdiction de le repasser inférieure à 12 mois, seules les épreuves théorique doivent être repassées.

## Lien éventuel de l'annulation du permis de conduire avec d'autres mesures
L'annulation peut être décidée par le juge avant même qu'il y ait eu une suspension administrative, notamment en cas de comparution immédiate devant le tribunal correctionnel, c'est-à-dire lorsque le conducteur est traduit devant le tribunal correctionnel à l'issue de sa garde à vue.
L'annulation peut s'accompagner, dans certains cas comme la récidive de conduite en état d'ivresse, de l'interdiction de conduire tout véhicule terrestre à moteur.
Dans ce cas, la conduite d'une voiturette ou d'un cyclomoteur est également interdite ; seule l'utilisation d'un vélo reste possible.
Une autre peine complémentaire possible à une infraction grave est la confiscation définitive du véhicule qui a servi à commettre l'infraction.

## Passage du permis de conduire après annulation ou invalidation
Par rapport à un premier permis, des démarches obligatoires supplémentaires sont à réaliser , :
- Une visite médicale;
- un test psychotechnique qui donneront un avis d’aptitude ou d’inaptitude à la conduite[11].
- En cas d'invalidation, l’inscription au code peut s’effectuer dès le premier jour de l’interdiction de conduite. En cas d'annulation, il faut attendre la fin de la période d'annulation.

Dans tous les cas (période probatoire ou conducteur confirmé) :
- L'épreuve théorique doit être repassée
- Le conducteur en période probatoire et confirmé repart à six points (et suit la même acquisition progressive qu'un premier permis)
- En cas d'invalidation, un délai de six mois doit être respecté avant de repasser les épreuves. Il est porté à un an en cas de récidive d’invalidation dans les cinq ans.
- Si le conducteur disposait de la catégorie A1 (125 cm3) par équivalence (formation obligatoire suivie ou cas de dispenses de formation), celle-ci reste valable des l'obtention de son nouveau permis.

Annulation ou invalidation de moins d'un an :
- Le conducteur en période probatoire repasse la théorie et toutes les épreuves pratiques pour toutes les catégories de véhicule qu'il souhaite reconduire. Il doit apposer le disque A et est soumis aux limitations de vitesses « jeunes conducteurs » ;
- Le conducteur confirmé : si la réinscription au code survient dans les neuf mois à compter du premier jour d'invalidation (en cas d'invalidation) ou dans les trois mois à compter de la date à laquelle il est autorisé à le faire (en cas d'annulation), il ne repasse que le code et retrouve automatiquement l'ensemble des catégories de permis possédés auparavant. Il ne sera pas soumis aux limitations de vitesse "jeunes conducteurs" et sera dispensé d'apposer le disque A. S'il dépasse ce délai, il devra repasser la théorie et toutes les épreuves pratiques pour toutes les catégories de véhicule qu'il souhaite reconduire, il sera de nouveau soumis aux limitations de vitesses "jeunes conducteurs" et devra apposer le disque A.

Annulation ou invalidation de plus d'un an : 
- Le conducteur doit repasser toutes les épreuves de l'ensemble des catégories de permis de conduire qu'il possédait et qu'il souhaite reconduire. Il sera de nouveau soumis aux limitations de vitesses "jeunes conducteurs" et devra apposer le disque A.

## Infractions passibles d'une suspension ou annulation du permis de conduire
Quelques exemples d'infraction passible d'une suspension et / ou annulation de permis de conduire

### Infractions passibles d'une annulation de permis de conduire
Certaines infractions, essentiellement des délits, de par leur extrême gravité peuvent être sanctionné par une annulation du permis de conduire, même si le capital point n'est pas encore épuisé:
- Conduite malgré la rétention ou la suspension du permis,
- Refus de restitution du permis,
- Conduite (ou accompagnement d’un élève conducteur) avec une alcoolémie égale ou supérieure à 0,80gr/l dans le sang (0,40 mg d’alcool par litre d’air expiré) - Rétention immédiate,
- Refus de se soumettre aux tests de dépistage d’alcoolémie et/ou de stupéfiants - Rétention immédiate,
- Conduite en état d’ivresse manifeste et/ou après consommation de stupéfiants - Rétention immédiate,
- Récidive d’un dépassement de 50 km/h ou plus de la vitesse maximale autorisée dans les 3 années,
- Refus d’obtempérer, d’immobiliser le véhicule, de se soumettre aux vérifications,
- Délit de fuite,
- Gêne ou entrave à la circulation,
- Homicide ou blessures involontaires entraînant une incapacité totale de travail
- Usage volontaire de fausses plaques d’immatriculation, défaut volontaire de plaques et fausses déclarations.
- Circulation sans assurance

Cette annulation doit toutefois être prononcée par un tribunal. Celui-ci sera d'ailleurs contraint de prononcer l'annulation du permis de conduire d'un conducteur qui serait récidiviste de l'une de ces infractions, ou bien qui aurait été reconnu coupable de l'infraction suivante : 
- Conduite en état d'ivresse ayant entraîné la mort ou des blessures graves, à savoir une incapacité supérieure ou égale à trois mois.

### Infractions passibles d'une suspension de permis de conduire
Certaines contraventions peuvent être sanctionné par une suspension de permis de conduire :
- Changement important de direction sans avertissement préalable
- Conduite en état alcoolique avec un taux égal ou supérieur à 0,25 mg/l et inférieur à 0,4 mg/l d’air expiré (ou égal ou supérieur à 0,5 g/l et inférieur à 0,8 g/l dans le sang)
- Circulation sur bande d’arrêt d’urgence
- Refus de priorité
- Non-respect de l’arrêt au feu rouge ou au stop
- Circulation en sens interdit
- Exécution d’une marche arrière ou d’un demi-tour sur autoroute
- Non-respect de la distance de sécurité entre deux véhicules
- Dépassement dangereux
- Franchissement de ligne continue
- Chevauchement de ligne continue
- Accélération par conducteur sur le point d’être dépassé
- Excès de vitesse d'au moins 50 km/h, première fois - Rétention immédiate
- Excès de vitesse d'au moins 40 km/h et de moins de 50 km/h - Rétention immédiate possible
- Excès de vitesse d'au moins 30 km/h et de moins de 40 km/h
- Transport, détention, usage d'appareil destiné à déceler ou perturber les contrôles de vitesse (détecteurs) ou à avertir ou informer de la localisation des radars (avertisseurs)
- Arrêt ou stationnement dangereux
- Dépassement par la droite
- Circulation sur barrière de dégel

### Interdiction de conduire certains véhicules terrestres à moteur
En période d'invalidation-annulation ou suspension du permis de conduire, le conducteur conserve en principe le droit de conduire un cyclomoteur ou une voiturette. S'il est né après le premier janvier 1988 et n'a pas suivi la formation de BSR ou permis AM, il devra simplement demander en préfecture la délivrance d'un permis AM à la suite de la suspension-annulation-invalidation d'un permis d'une autre catégorie.
Cependant, certaines infractions graves peuvent entraîner une interdiction de conduire tout véhicules terrestres à moteurs, y compris ceux desquels aucun permis n'est exigé. Ce type de sanction, pour une durée de 3 ou 5 ans au plus (en fonction de l'infraction) ne peut être prononcé que par un juge, en plus d'une mesure d'annulation de permis si le conducteur fautif le possédait.
- Défaut de permis (permis jamais passé, annulé, invalidé)
- Conduite d'un véhicule ne correspondant pas à la catégorie du permis possédé (exemple : conduite d'une moto ou d'un camion alors que l'on ne possède que le permis voiture).
- Conduite malgré la rétention ou la suspension du permis,
- Conduite sur la voie publique, de mini-moto ou d'un véhicule terrestre à moteur non réceptionné ou ne correspondant plus au type réceptionné (débridage par exemple).
- Refus de restitution du permis,
- Conduite (ou accompagnement d’un élève conducteur) avec une alcoolémie égale ou supérieure à 0,80gr/l dans le sang (0,40 mg d’alcool par litre d’air expiré)
- Refus de se soumettre aux tests de dépistage d’alcoolémie et/ou de stupéfiants
- Conduite en état d’ivresse manifeste et/ou après consommation de stupéfiants
- Excès de vitesse d'au moins 50 km/h,
- Homicide ou blessures involontaires entraînant une incapacité totale de travail
- Usage volontaire de fausses plaques d’immatriculation, défaut volontaire de plaques et fausses déclarations.
- Circulation sans assurance.

Dans le cas d'une telle interdiction, plus aucun véhicule terrestre à moteur ne peut être conduit (ni voiturette ni cyclomoteur, même si on est titulaire du BSR ou du permis AM). Seul le vélo reste autorisé. Le non-respect de cette interdiction est un délit, passible d'emprisonnement ferme et d'un allongement de la mesure.

## Confiscation du véhicule
Certaines infractions graves peuvent entraîner une confiscation définitive du véhicule qui a servi à commettre l'infraction. Celle-ci ne peut être prononcé que par un juge, et seulement si le conducteur est le propriétaire du véhicule.
Lorsque la confiscation est prononcée, le véhicule est :
- Soit revendu par l'intermédiaire de l'administration des domaines au profil de l'état
- Soit détruit (généralement s'il est de faible valeur ou non homologué pour circuler sur la voie publique)

Infraction pouvant entraîner la confiscation du véhicule :
- Défaut de permis (permis jamais passé, annulé, invalidé)
- Conduite d'un véhicule ne correspondant pas à la catégorie du permis possédé (exemple : conduite d'une moto ou d'un camion alors que l'on ne possède que le permis voiture).
- Conduite malgré la rétention ou la suspension du permis,
- Conduite sur la voie publique, de mini-moto ou d'un véhicule terrestre à moteur non réceptionné ou ne correspondant plus au type réceptionné (débridage par exemple).
- Circulation sur voie public avec un cyclomoteur débridé
- Refus de restitution du permis,
- Excès de vitesse d'au moins 50 km/h,
- Usage volontaire de fausses plaques d’immatriculation, défaut volontaire de plaques et fausses déclarations.
- Circulation sans assurance.
- Transport, détention, usage d'appareil destiné à déceler ou perturber les contrôles de vitesse (détecteurs) ou à avertir ou informer de la localisation des radars (avertisseurs) si celui-ci n'est pas amovible (ou confiscation de l'appareil seulement si celui-ci est amovible)